# Beaumont (Vienne)
Pour les articles homonymes, voir Beaumont.
Beaumont est une ancienne commune du centre-ouest de la France, située dans le département de la Vienne, en région Nouvelle-Aquitaine. Ses habitants sont appelés les Beaumontois. Depuis le 1er janvier 2017, la commune est fusionnée avec celle de Saint-Cyr pour former la commune nouvelle de "Beaumont Saint-Cyr" .

## Géographie

### Situation
Beaumont est une commune située sur l'axe Paris-Bordeaux, comprenant notamment l'autoroute A10, l'ancienne route nationale RN 10, ainsi que les voies ferroviaires reliant Paris au Sud-Ouest. Cette localité est située à 15 kilomètres de Châtellerault et à 20 kilomètres de Poitiers. Beaumont fait partie de la communauté de communes du Val Vert du Clain regroupant plusieurs communes, notamment Dissay, Saint-Cyr, Marigny-Brizay, Jaunay-Clan et Saint-Georges-lès-Baillargeaux.

### Communes limitrophes
Beaumont est bordée par plusieurs communes comme Dissay, Naintré, Marigny-Brizay, Saint-Cyr, Colombiers et Jaunay-Clan, au niveau du village de Parigny. Ces localités sont placées géographiquement de la manière suivante :

### Lieux-dits et hameaux
Beaumont regroupe plusieurs villages comme Brétigny, Beaudiment, Longève, Pineau, la Tricherie, Moncouard, Rouhet, Puy-Gachet et la Ballonière.

### Géologie et relief
Beaumont est un bourg perché sur une butte-témoin dominant la vallée. La région de Beaumont présente un paysage de plaines vallonnées plus ou moins boisées, de plaines de champs ouverts, de terres viticoles et de vallées. Le terroir se compose :
- d'argilo (pour 35 %) et de tuffeau jaune (pour 26 %) sur les collines et les dépressions sableuses des bordures du bassin parisien,
- de champagnes ou aubues (pour 27 %) qui sont des sols gris clair, argilo-limoneux, sur craie et donc calcaires, sur les autres collines,
- de calcaire (pour 12 %) dans les vallées et les terrasses alluviales.

### Hydrographie
La commune est traversée par 5,3 kilomètres de cours d'eau, avec comme rivières principales le Clain sur une longueur de 4,1 kilomètres et la Palu sur une longueur de 1,2 kilomètre.

### Climat
Le  climat est  océanique avec des étés tempérés.
D’une manière générale, le temps est assez sec et chaud pendant l’été, moyennement pluvieux en automne et en hiver avec des froids peu rigoureux.
La température moyenne est de 11 °C. Juillet est le mois le plus chaud (maximale absolue 40,8 °C en 1947). Janvier est le mois le plus froid  (minimale absolue −17,9 °C en 1985). 9 °C à peine sépare les moyennes minimales des moyennes maximales (cette séparation est de 6 °C en hiver  et de 11 °C en été). L’amplitude thermique est de 15 °C.

## Toponymie
Le nom de la ville proviendrait du latin bellus qui signifie joli et de mons pour le mont. Le nom évoquerait sa situation dominante sur les vallées des environs.

## Histoire
- Place forte démantelée par Louis XIV.
- Château de Rouhet, propriété de Charles de Bourbon, demi-frère d’Henri IV, fils d'Antoine duc de Vendôme et de la Belle Rouet.
- Légende des Patins de Gargantua (à partir de grosses pierres d'origine indéterminée).

Par arrêté du 16 juin 2016 du préfet de la Vienne, la commune est fusionnée avec la commune de Saint-Cyr pour former la commune de "Beaumont Saint-Cyr" à partir du 1er janvier 2017.

## Politique et administration

### Liste des maires
| Période                                  | Période       | Identité            | Étiquette | Qualité              |
| ---------------------------------------- | ------------- | ------------------- | --------- | -------------------- |
| Les données manquantes sont à compléter. |               |                     |           |                      |
| avant 1995                               | ?             | Louis Ducros        | DVD       |                      |
| mars 2001                                | mars 2014     | Dominique Gremiaux  | UMP       |                      |
| mars 2014                                | décembre 2016 | Nicolas Reveillault | SE        | Dirigeant de société |

### Instances judiciaires et administratives
La commune relève du tribunal d'instance de Poitiers, du tribunal de grande instance de Poitiers, de la cour d'appel de Poitiers, du tribunal pour enfants de Poitiers, du conseil de prud'hommes de Poitiers, du tribunal de commerce de Poitiers, du tribunal administratif de Poitiers et de la cour administrative d'appel de Bordeaux, du tribunal des pensions de Poitiers, du tribunal des affaires de la Sécurité sociale de la Vienne, de la cour d’assises de la Vienne.

### Services publics
Le bureau de poste a  fermé début 2016. un point poste dans le bar-tabac de "La Tricherie " a pris le relais.

### Politique environnementale

#### Protection de l’environnement
Depuis le 14 décembre 2014, la commune est signataire de la charte Terre Saine "Votre commune sans pesticides. La charte Terre Saine Poitou-Charentes invite les communes et les établissements publics intercommunaux à participer à la réduction des pesticides et à la préservation d'un environnement sain en région Poitou-Charentes.

## Démographie
L'évolution du nombre d'habitants est connue à travers les recensements de la population effectués dans la commune depuis 1793. À partir du 1er janvier 2009, les populations légales des communes sont publiées annuellement dans le cadre d'un recensement qui repose désormais sur une collecte d'information annuelle, concernant successivement tous les territoires communaux au cours d'une période de cinq ans. 
Pour les communes de moins de 10 000 habitants, une enquête de recensement portant sur toute la population est réalisée tous les cinq ans, les populations légales des années intermédiaires étant quant à elles estimées par interpolation ou extrapolation. Pour la commune, le premier recensement exhaustif entrant dans le cadre du nouveau dispositif a été réalisé en 2004,.
En 2014, la commune comptait 1 913 habitants, en évolution de +5,52 % par rapport à 2009 (Vienne : +1,68 %, France hors Mayotte : +2,49 %).
| 1793  | 1800  | 1806  | 1821  | 1831  | 1836  | 1841  | 1846  | 1851  |
| ----- | ----- | ----- | ----- | ----- | ----- | ----- | ----- | ----- |
| 1 240 | 1 283 | 1 460 | 1 487 | 1 443 | 1 432 | 1 469 | 1 525 | 1 538 |

| 1856  | 1861  | 1866  | 1872  | 1876  | 1881  | 1886  | 1891  | 1896  |
| ----- | ----- | ----- | ----- | ----- | ----- | ----- | ----- | ----- |
| 1 558 | 1 550 | 1 571 | 1 422 | 1 537 | 1 575 | 1 550 | 1 515 | 1 418 |

| 1901  | 1906  | 1911  | 1921  | 1926  | 1931  | 1936  | 1946  | 1954  |
| ----- | ----- | ----- | ----- | ----- | ----- | ----- | ----- | ----- |
| 1 298 | 1 223 | 1 170 | 1 080 | 1 151 | 1 099 | 1 040 | 1 195 | 1 319 |

| 1962  | 1968  | 1975  | 1982  | 1990  | 1999  | 2004  | 2009  | 2014  |
| ----- | ----- | ----- | ----- | ----- | ----- | ----- | ----- | ----- |
| 1 384 | 1 330 | 1 394 | 1 448 | 1 585 | 1 625 | 1 632 | 1 813 | 1 913 |

En 2011, la densité de population de la commune était de 87 hab./km2, contre 61 hab./km2 pour le département, 68 hab./km2 pour la région Poitou-Charentes et 115 hab./km2 pour la France métropolitaine.

## Économie

### Agriculture
Selon la direction régionale de l'Alimentation, de l'Agriculture et de la Forêt de Poitou-Charentes, il n'y a plus que 12 exploitations agricoles en 2010 contre 44 en 2000.
Les surfaces agricoles utilisées ont, toutefois, augmenté et sont passées de 1 103 hectares en 2000 à 1 207 hectares en 2010. Ces chiffres indiquent une concentration des terres sur un nombre plus faible d’exploitations. Cette tendance est conforme à l’évolution  constatée sur tout le département de la Vienne puisque de 2000 à 2007, chaque exploitation a gagné en moyenne vingt hectares.
62 % des surfaces agricoles sont destinées à la culture des céréales (blé tendre essentiellement mais aussi orges et maïs), 15 % pour les oléagineux (colza et tournesol) et 3 % pour le fourrage. Une coopérative agricole (La Tricherie) est en activité sur son territoire.
Beaumont est également reconnu pour ces vins faisant partie du vignoble AOC Haut-Poitou.
Les élevages de chèvres (496 têtes), d'ovins (17 têtes ) et de volailles (579 têtes ) qui existaient en 2000, ont disparu en 2010.

### Industrie
Une usine de papeterie (La papeterie du Poitou).

## Culture locale et patrimoine

### Lieux et monuments

#### Patrimoine civil
- Les ruines de la tour de Beaumont. À quelques centaines de mètres du bourg de Beaumont, sur une hauteur, aujourd'hui au milieu des vignes, le château était un excellent poste d'observation dominant la vallée du Clain à plus de 140 m. Le château est en deux parties. D'abord : le donjon féodal carré à contreforts rectangulaires Xe – XIIe siècle. L'épaisseur des murs et les massifs arrondis des angles les plus exposés aux attaques soulignent son rôle défensif. Puis au XVe siècle, une tour carré, abritant un escalier à vis est accolée au donjon primitif. Cette construction a pour but de transformer le château féodal en une demeure plus confortable. Toutefois, des tourelles de 5 m de diamètres ont aussi été construites à cette époque. Elles sont pourvues de canonnières. Toutefois, leur fonction défensive reste énigmatique dans le mesure où elles ne communiquent pas entre elles, limitant ainsi les possibilités de déplacement des défenseurs. Le donjon a été détruit au XVIIe siècle. À une soixantaine de mètres au sud devant la tour de Beaumont se trouve une motte castrale avec un second donjon roman effondré et remblayé. Seul un angle de mur reste visible. En dessous de cet ensemble subsiste un souterrain aménagé auquel on peut accéder par la carrière de pierre qui l'a capturé au XIXe siècle[13].
- Château de Beaudiment XVe – XVIe siècle, restauré au XIXe siècle.
- Château ruiné de Rouhet : tour carrée à mâchicoulis XVIe – XVIIe siècle. Sa tour est inscrite au titre des monuments Historiques depuis 1931.
- Château du Puy-Chevrier XVIIe siècle.
- Ruines de l'ancienne aumônerie des pèlerins de Saint-Jacques de Compostelle, à Longève.

#### Patrimoine religieux
- Église romane Notre-Dame, remaniée XVe siècle : piliers à chapiteaux historiés, portail XIIe siècle en arc brisé à décor de style roman ; chapelle seigneuriale de style flamboyante XVe siècle ; tabernacle en bois doré XVIIe siècle, statuettes, cloche XVIIe siècle. Elle est inscrite au titre des monuments historiques depuis 1986.
- Chapelle funéraire de la Madeleine (château de Beaudiment) : décor, crypte, gisant XVe siècle. Le décor est inscrit comme monument historique depuis 2002
- Chapelle du château de Rouhet, inscrite comme monument historique depuis 1931.

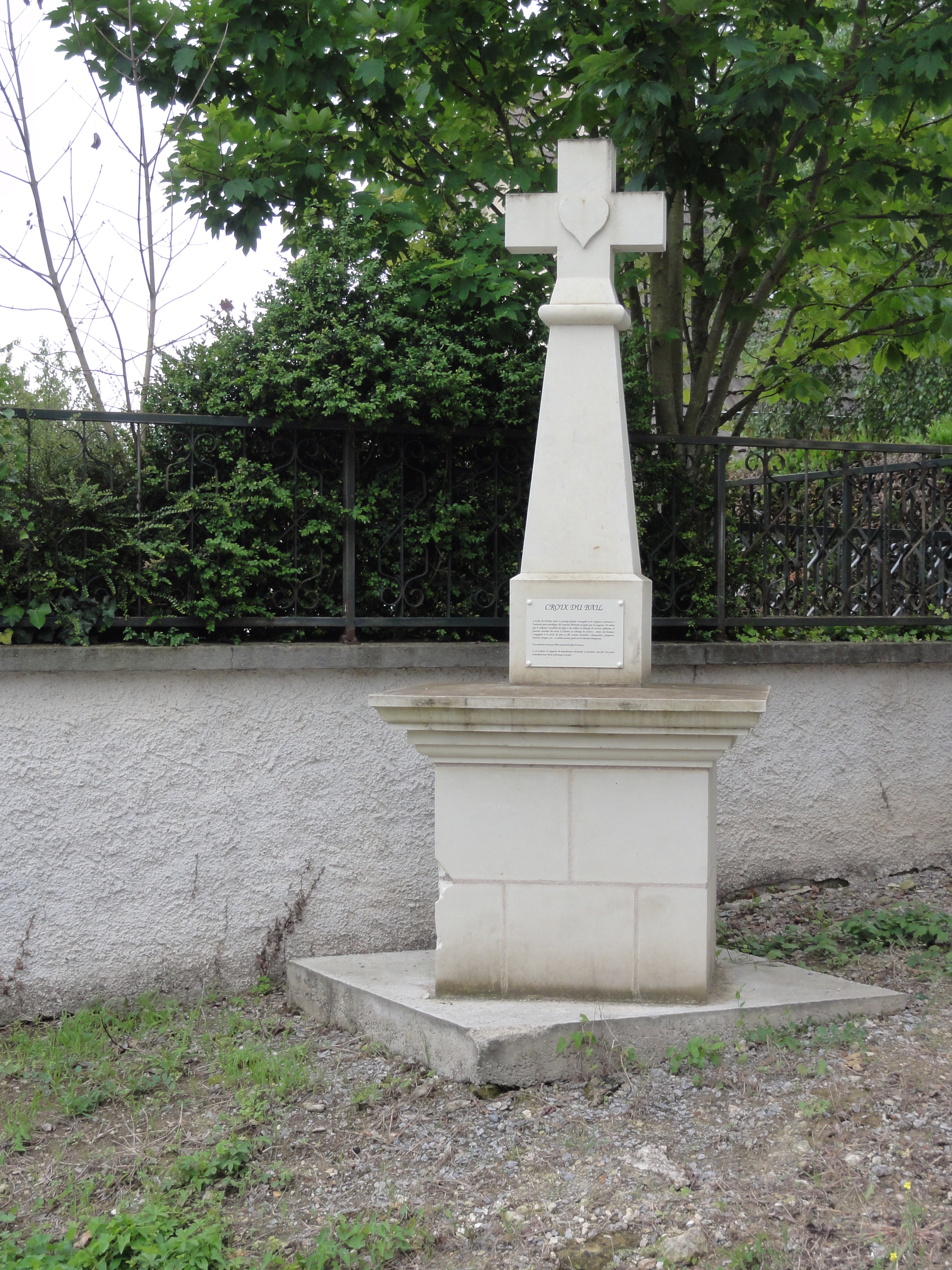
La croix du Bail.

- La croix du Bail.

#### Patrimoine naturel
Le site des Bois Brulés est protégé au titre des espaces naturels sensibles (ENS) et il couvre 7 % de la surface communale.

### Personnalités liées à la commune
- Hardouin de Péréfixe de Beaumont (1606-1671), archevêque de Paris.

### Héraldique
| Blason de Beaumont (Vienne) | Blason  | De gueules à une fasce d'argent chargée de trois fleurs de lys d'azur. |
| Blason de Beaumont (Vienne) | Détails | Le statut officiel du blason reste à déterminer.                       |